# Аноја Инфериоре
Аноја Инфериоре је насеље у Италији у округу Ређо ди Калабрија, региону Калабрија.
Према процени из 2011. у насељу је живело 1064 становника. Насеље се налази на надморској висини од 213 м.